# IC 10
IC 10 је галаксија у сазвјежђу Касиопеја која се налази на листи објеката дубоког неба у Индекс каталогу.
Деклинација објекта је + 59° 17' 33" а ректасцензија 0h 20m 24,5s. Привидна величина (магнитуда) објекта IC 10 износи 11,2 а фотографска магнитуда 11,8. Налази се на удаљености од 0,702 милиона парсека од Сунца. IC 10 је још познат и под ознакама UGC 192, MCG 10-1-1, IRAS 00177+5900, PGC 1305.